# Ковыльное (Джанкойский район)
Ковы́льное (до 1948 года Той-Тебе́; укр. Ковильне, крымскотат. Toy Töbe, Той Тёбе) — село в Джанкойском районе Республики Крым, входит в состав Луганского сельского поселения (согласно административно-территориальному делению Украины — Луганского сельского совета Автономной Республики Крым).

## Население
| 2001 | 2014 |
| ---- | ---- |
| 595  | ↘391 |

Всеукраинская перепись 2001 года показала следующее распределение по носителям языка
| Язык             | Процент |
| ---------------- | ------- |
| русский          | 53.45   |
| крымскотатарский | 27.23   |
| украинский       | 18.66   |
| другие           | 0.51    |

### Динамика численности
| - 1805 год — 101 чел. - 1889 год — 68 чел. - 1900 год — 19 чел. - 1911 год — 97 чел. - 1915 год — 127/43 чел. - 1926 год — 71 чел. | - 1939 год — 222 чел. - 1989 год — 621 чел. - 2001 год — 595 чел. - 2009 год — 536 чел. - 2014 год — 391 чел. |

## Современное состояние
На 2017 год в Ковыльном числится 6 улиц и 1 переулок; на 2009 год, по данным сельсовета, село занимало площадь 74 гектара на которой, в 171 дворе, проживало 536 человек. В селе действуют библиотека, сельский клуб

## География
Ковыльное — село в центре района в степном Крыму, высота центра села над уровнем моря — 17 м. Соседние сёла: Ударное в 0,5 км на юг и Луганское в 3 км на запад. Расстояние до райцентра — около 20 километров (по шоссе), ближайшая железнодорожная станция — Богемка (на линии Джанкой — Армянск) — примерно в 4 километрах. Транспортное сообщение осуществляется по региональной автодороге 35Н-142 от шоссе 35А-001 граница с Украиной — Джанкой — Феодосия — Керчь до Ковыльного (по украинской классификации — С-0-10418).

## История
Первое документальное упоминание села встречается в Камеральном Описании Крыма… 1784 года, судя по которому, в последний период Крымского ханства Тойтепе входил в Орта Чонгарский кадылык Карасубазарского каймаканства. После присоединения Крыма к России (8) 19 апреля 1783 года, (8) 19 февраля 1784 года, именным указом Екатерины II сенату, на территории бывшего Крымского Ханства была образована Таврическая область и деревня была приписана к Перекопскому уезду. После Павловских реформ, с 1796 по 1802 год, входила в Перекопский уезд Новороссийской губернии. По новому административному делению, после создания 8 (20) октября 1802 года Таврической губернии, Той-Тёбе был включён в состав Джанайской волости Перекопского уезда.
По Ведомости о всех селениях в Перекопском уезде состоящих с показанием в которой волости сколько числом дворов и душ… от 21 октября 1805 года, в деревне Тойтебе числилось 14 дворов, 73 крымских татарина, 27 цыган и 1 ясыр. На военно-топографической карте генерал-майора Мухина 1817 года деревня Туйтобе обозначена с 15 дворами. После реформы волостного деления 1829 года Той-Тобе, согласно «Ведомости о казённых волостях Таврической губернии 1829 года», остался в составе Джанайской волости. На карте 1836 года в деревне Аджен Тойтёбе 14 дворов. Затем, видимо, вследствие эмиграции крымских татар в Турцию, деревня значительно опустела и на карте 1842 года селение обозначена условным знаком «малая деревня», то есть, менее 5 дворов.
В 1860-х годах, после земской реформы Александра II, деревню приписали к Ишуньской волости. Согласно «Памятной книжке Таврической губернии за 1867 год», деревня была покинута жителями в 1860—1864 годах, в результате эмиграции крымских татар, особенно массовой после Крымской войны 1853—1856 годов, в Турцию и оставалась в развалинах. При этом Той-Тюбе упоминается в труде профессора А. Н. Козловского «Сведения о количестве и качестве воды в селениях, деревнях и колониях Таврической губернии…» 1867 года, согласно обследованиям которого вода в колодцах деревни была пресная «в достаточном количестве», а их глубина колебалась от 2 до 4 саженей (4—8 м).
Но уже на трехверстовой карте Шуберта 1865—1876 года в деревне Аджень Тойтёбе обозначено 2 двора. В «Памятной книге Таврической губернии 1889 года» по результатам Х ревизии 1887 года записан Тай-тебе с 12 дворами и 68 жителями.
После земской реформы 1890 года Той-Тёбе отнесли к Богемской волости. В «…Памятной книжке Таврической губернии на 1892 год» в сведениях о Богемской волости никаких данных о деревне, кроме названия, не приведено. В 1893 году евангелисты и лютеране из бердянских колоний на 1700 десятинах земли создали поселение с прежним названием.
По «…Памятной книжке Таврической губернии на 1900 год» на хуторе Той-Тёбе числилось 19 жителей в 2 дворах. На 1911 год в колонии числилось 97 жителей. По Статистическому справочнику Таврической губернии. Ч.II-я. Статистический очерк, выпуск пятый Перекопский уезд, 1915 год, в деревне Той-Тебе Богемской волости Перекопского уезда числилось 14 дворов (все дворы с землёй) с немецким населением в количестве 127 человек приписных жителей и 43 — «посторонних», из которых 96 мужчин и 74 женщины. Жители владели 1120 десятинами удобной земли. В хозяйствах имелось 156 лошадей, 46 волов, 80 коров и 89 голов мелкого скота.
После установления в Крыму Советской власти, по постановлению Крымревкома от 8 января 1921 года № 206 «Об изменении административных границ» была упразднена волостная система и в составе Джанкойского уезда был создан Джанкойский район. В 1922 году уезды преобразовали в округа. 11 октября 1923 года, согласно постановлению ВЦИК, в административное деление Крымской АССР были внесены изменения, в результате которых округа были ликвидированы, основной административной единицей стал Джанкойский район и село включили в его состав. Согласно Списку населённых пунктов Крымской АССР по Всесоюзной переписи 17 декабря 1926 года, на хуторе Той-Тебе (вакуф), в составе упразднённого к 1940 году Джадра-Борлакского сельсовета Джанкойского района, числился 21 двор, из них 20 крестьянских, население составляло 71 человек, из них 59 татар и 10 русских. По сведениям сборника «Немцы России: населенные пункты и места поселения: энциклопедический словарь» на тот год жителей было 141, из которых 131 немец. По данным Крымскотатарской энциклопедии, по всесоюзной переписи населения 1939 года в селе проживало 222 человека.
В 1944 году, после освобождения Крыма от фашистов, согласно Постановлению ГКО № 5859 от 11 мая 1944 года, 18 мая крымские татары были депортированы в Среднюю Азию. 12 августа 1944 года было принято постановление № ГОКО-6372с «О переселении колхозников в районы Крыма» и в сентябре 1944 года в район приехали первые новоселы (27 семей) из Каменец-Подольской и Киевской областей, а в начале 1950-х годов последовала вторая волна переселенцев из различных областей Украины. С 25 июня 1946 года Той-Тёбе в составе Крымской области РСФСР. Указом Президиума Верховного Совета РСФСР от 18 мая 1948 года, Той-Тёбе переименовали в Ковыльное. 26 апреля 1954 года Крымская область была передана из состава РСФСР в состав УССР. Время включения в Лобановский сельсовет пока не установлено: на 15 июня 1960 года село уже числилось в его составе. 11 апреля 1963 года был образован совхоз «Украина», в который включили хозяйство села, который в 1997 году был реорганизован в КСП «Луганское», а в апреле 2000 года — в СПТЗК «Луганское». С 1975 года — в составе Луганского сельсовета. На 1968 год село входило в состав Лобановского сельсовета. По данным переписи 1989 года в селе проживал 621 человек. С 12 февраля 1991 года село в восстановленной Крымской АССР, 26 февраля 1992 года переименованной в Автономную Республику Крым. С 21 марта 2014 года в составе Крыма аннексировано Россией.